# Бертанс, Дайрис
Дайрис Бертанс (латыш. Dairis Bertāns; род. 9 сентября 1989, Валмиера, Латвийская ССР, СССР) — латвийский профессиональный баскетболист, играющий на позиции атакующего защитника. Старший брат баскетболиста Дависа Бертанса.

## Карьера
В профессиональном баскетболе Бертанс дебютировал в 15 лет в составе «Валмиеры». В 2006 году Дайрис перешёл в «АСК Рига» и выступал за молодёжный и основной состав клуба. В марте 2009 года он покинул «АСК Рига» из-за финансовых трудностей клуба и подписал 2-летний контракт с «Вентспилсом».
В августе 2010 года Бертанс перешёл в ВЭФ. Тренировавший в то время рижский клуб Римас Куртинайтис видел в Дайрисе потенциал в качестве разыгрывающего защитника. В дебютном сезоне в составе ВЭФ Бертанс получал много игрового времени в Единой лиге ВТБ и в среднем набирал 9,4 очка.
В июне 2013 года Бертанс подписал 3-летний контракт с «Бильбао». В чемпионате Испании Дайрис набирал 10,3 очка, 1,6 подбора и 1,1 передачи в среднем за игру.
В июне 2014 года Бертанс получил от «Бостон Селтикс» приглашение в Летнюю лигу НБА в Орландо.
В июле 2016 года Бертанс перешёл в «Дарюшшафаку». В матчах Евролиги Дайрис набирал в среднем 6,4 очка, реализуя 50% бросков с дальней дистанции.
В июле 2017 года Бертанс стал игроком «Олимпии Милан». В сезоне 2018/2019 в 22 матчах Евролиги Дайрис набирал 6,4 очка и 1,0 подбора в среднем за игру, реализуя 53,6% 3-очковых бросков.
В марте 2019 года Бертанс покинул итальянский клуб и перешёл в клуб НБА «Нью-Орлеан Пеликанс». В 12 матчах его статистика составила 2,8 очка. В июле Дайрис был отчислен из состава «Пеликанс».
В июле 2019 года Бертанс продолжил карьеру в «Химках».

## Достижения

### Клубные
- Чемпион Италии: 2017/2018
- Чемпион Латвии (4): 2008/2009, 2010/2011, 2011/2012, 2012/2013
- Обладатель Суперкубка Италии (2): 2017, 2018

### Сборная Латвии
- Бронзовый призёр чемпионата Европы (до 18 лет): 2007